# Mouna Ayoub
Pour les articles homonymes, voir Ayyoub.
Mouna Ayoub (en arabe منى أيوب), née le 25 février 1957 au Koweït, est une femme d'affaires libanaise, à une époque très médiatisée, qui faisait partie de la jet-set française et américaine, présente au festival de Cannes et apparaissant dans des magazines people français.

## Biographie
Mouna Ayoub est la fille d'un entrepreneur libanais. À l'âge de vingt ans, alors étudiante à Tolbiac et serveuse dans le restaurant libanais « le Beyrouth » pour arrondir ses fins de mois, elle rencontre un homme d'affaires saoudien de vingt ans son aîné, Nasser al-Rashid. Elle se marie avec lui et se convertit à l'islam, alors qu'elle est chrétienne maronite. À partir de 1978, elle habite à Riyad dans ce qu'elle dit être une « prison-palais » dorée. Elle porte l'abaya, le voile des femmes saoudiennes, qui l'habille de la tête aux pieds. Al-Rashid est un proche du roi Fahd d'Arabie saoudite, ce qui lui permet de participer à d’importants projets immobiliers.
En 1996, après dix-huit ans de mariage, elle engage une procédure de divorce et quitte son mari avec 420 millions de francs (63 millions d'euros)[réf. nécessaire]. Elle parle de son mariage en 2000, dans son autobiographie intitulée La Vérité chez Michel Lafon. En réponse à ce livre, Bernard Pascuito publie en 2001 Mouna Ayoub, l'autre vérité aux Presses Chatelet.
En 2004, le magazine Arabian Business classe Mouna Ayoub à la quarante-cinquième place des personnalités les plus riches d'origine arabe, avec une fortune estimée à 380 millions de dollars[réf. nécessaire]. Elle vit entre New York, Monaco et Neuilly-sur-Seine et prise les défilés de mode organisés à Paris,.

## Une vie de luxe

### LePhocéa

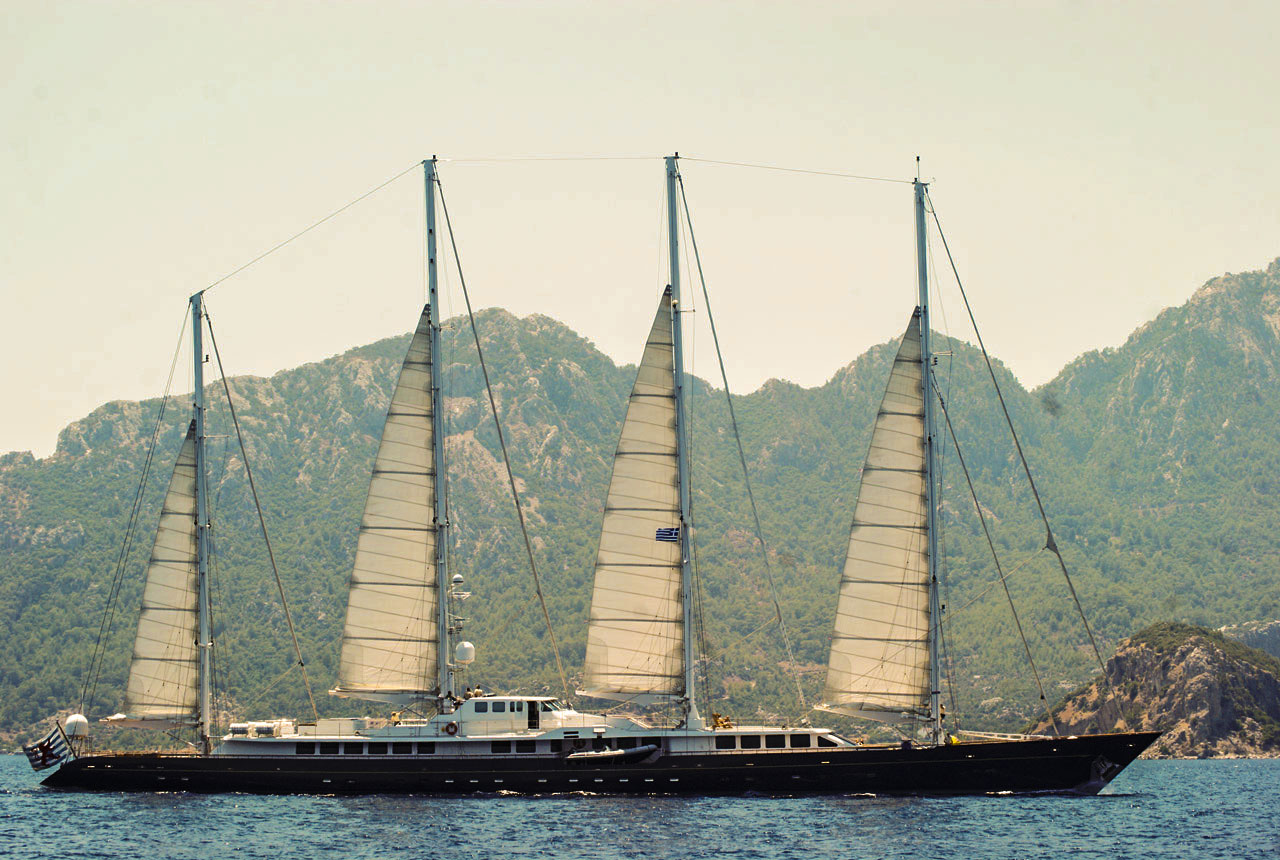
Le navire quatre-mâts Phocéa, coulé en 2021.

En 1997, Mouna Ayoub rachète dans une vente aux enchères le yacht de luxe de 75 mètres nommé le Phocéa, un navire qui appartenait auparavant à l'homme d'affaires Bernard Tapie, pour un prix de 36 millions de francs (5,56 millions d'euros),. Elle le fait restaurer pour 18,25 millions d'euros, confiant avoir « dépensé une fortune pour le restaurer ». Pour cela, elle revend plusieurs de ses bijoux, dont un des plus gros diamants jaunes du monde, le « Mouna Diamond » de 112,53 carats (22,51 g) pour 2,52 millions d'euros (16,5 millions de francs), et un collier Bulgari valant 2,33 millions d'euros (15,3 millions de francs)[réf. souhaitée].
Mouna Ayoub s'est beaucoup investie dans la décoration du Phocéa ; elle a accueilli à son bord des célébrités internationales, de Kylie Minogue à Jack Nicholson, en passant par des membres de familles royales (danoises, monégasques ou espagnoles ; le roi Juan Carlos a ainsi toujours été bienvenu à bord), des grands patrons, etc.. Elle raconte dans son livre La Vérité : « l'histoire d'amour entre le Phocéa et moi commença en 1992. Cet été-là, nageant dans la baie de Cala di Volpe (it), en Sardaigne, je me suis dirigée vers ce splendide bateau (...). J'ai été immédiatement subjuguée par sa forme fuselée, ses quatre mâts blancs qui montaient vers le ciel, cette apparence de long félin étendu sur la mer. Un vrai coup de foudre. (...) Je ne parvenais pas à détacher mon regard de ce voilier. C'est à cet instant que je me suis juré qu'un jour il serait ma propriété. ».
En 2009, alors qu'elle est hospitalisée, soignée pour une anorexie, elle découvre à sa sortie de l'hôpital que le yacht ne lui appartient plus, vendu par son fils aîné (car s’inquiétant pour la santé de sa mère à cause de l’énergie dépensée à s'en occuper) à un franco-canadien, puis revendu à l'homme d'affaires thaïlandais,, Pascal Anh Quan Saken, le navire étant rebaptisé l'Enigma. Elle tente de le racheter par la suite, sans succès, mais, dit-elle, « je garde le rêve de le racheter, c'est mon bateau. C'est ma deuxième fille. Quand j'ai une idée en tête, je sais que j'atteins souvent mon objectif ».
En avril 2014, elle met en vente aux enchères à l'hôtel Drouot du mobilier, de la vaisselle et d'autres accessoires du Phocéa qu'elle avait conservé. Avec cet argent, en plus de la vente de ses vêtements de prêt-à-porter de luxe, elle espère atteindre son but, racheter le Phocéa. Bien qu'elle assure que « chaque objet est attaché à un souvenir, notamment concernant [s]es enfants, de leur enfance à leur adolescence », elle explique ainsi la mise en vente de toutes ces pièces : « je n'ai plus envie de revivre ces moments passés de ma vie. Cela me fait beaucoup de peine de revenir à ces souvenirs ».

### Haute couture
Depuis le début des années 1980, Mouna Ayoub détient une grande collection privée de pièces de haute couture,, comprenant plus de 10 000 pièces, et qu’elle enrichit chaque année. Après la vente du Phocéa et un changement d’hygiène de vie, Mouna Ayoub vend une partie conséquente de sa collection, notamment des vêtements devenus trop grands et dont les retouches seraient trop onéreuses.

## Publication
- Mouna Ayoub, La Vérité, autobiographie, Michel Lafon, 2000, 234 p. (ISBN 978-2-84098-624-9)